# كبلر-419b
كيبلر 419 بي (بالإنجليزية: Kepler-419b)‏ هو كوكب خارج المجموعة الشمسية، في كوكبة الدجاجة (كوكبة)، يتبع Kepler-419.

## الاكتشاف
اكتشف في 12 يونيو 2014.في كوكبة الدجاجة